# I favolosi Baker
I favolosi Baker (The Fabulous Baker Boys) è un film del 1989, scritto e diretto da Steve Kloves, con protagonisti Jeff Bridges, il fratello Beau e Michelle Pfeiffer.

## Trama
La pellicola narra di due fratelli che ormai da 15 anni propongono uno spettacolo con due pianoforti nei club di Seattle. Per rilanciare il loro spettacolo i due scritturano un'affascinante cantante, Susie Diamond, che riporta il gruppo al successo. Jack, il minore dei due fratelli, si innamora di lei, fatto che provoca nell'altro fratello, Frank, la paura che la donna distrugga il rapporto che c'è fra di loro.

## Commento
Benché ambientato nel presente, nel film si percepisce una nostalgia per i film degli anni quaranta. Il film fu un successo per la critica ed ebbe quattro nomination agli Academy Awards.

## Riconoscimenti
- 1989 - National Board of Review Awards
  - Miglior attrice (Michelle Pfeiffer)
- 1990 - Premio Oscar
  - Nomination Miglior attrice protagonista a Michelle Pfeiffer
  - Nomination Migliore fotografia a Michael Ballhaus
  - Nomination Miglior montaggio a William Steinkamp
  - Nomination Miglior colonna sonora a Dave Grusin
- 1990 - Golden Globe
  - Migliore attrice in un film drammatico a Michelle Pfeiffer
  - Nomination Miglior colonna sonora a Dave Grusin
- 1990 - Premio BAFTA
  - Miglior sonoro a J. Paul Huntsman, Stephan von Hase, Chris Jenkins, Gary Alexander e Doug Hemphill
  - Nomination Miglior attrice protagonista a Michelle Pfeiffer
  - Nomination Miglior colonna sonora a Dave Grusin